# Galvanoskop
Galvanoskop je kazalčni merilni instrument za merjenje električnega toka na principu sile na tokovodnik v magnetnem polju trajnega magneta.